# Волковысская возвышенность
Волковы́сская возвы́шенность (бел. Ваўкавы́скае ўзвы́шша) — возвышенность в юго-западной части Белорусской гряды. Располагается на западе Белоруссии.
По Волковысской возвышенности протекают реки бассейна Немана: Зельвянка, Россь с притоками, а также притоки Свислочи.

## Географическое положение
Волковысская возвышенность занимает территорию Волковысского района, а также часть территории Берестовицкого, Зельвенского, Слонимского и Свислочского районов Гродненской области. Северная часть возвышенности граничит с Неманской низменностью, западная и восточная — с Гродненской и Слонимской возвышенностями соответственно. С юга примыкает водораздел рек Нарев и Ясельда.
Площадь возвышенности составляет 3,2 тыс. км². Протяжённость с запада на восток — 70 км, с севера на юг — 65 км. Наивысшая точка — 242 м над уровнем моря.

## Рельеф и морфология
В тектоническом отношении рельеф Волковысской возвышенности приурочен к Центральнобелорусскому массиву. Её кристаллический фундамент в южной части перекрывается осадочной толщей верхневендского комплекса раннего протерозоя, а также среднемеловыми и палеогеновыми отложениями.
Формирование рельефа территории завершилось во время минской стадии Сожского (Московского) оледенения. Местность преимущественно холмисто-увалистая, рассечённая речными долинами, лощинами, впадинами. Перепады относительных высот составляют 8—10 м, реже 20—25 м.
Распространены моренные платоподобные и водно-ледниковые равнины с отдельными камами и озами. Речные долины врезаны на 20—50 м, местами до 70 м. Долинам сопутствуют узкие заболоченные зандровые и озёрно-ледниковые низины. В южной части возвышенности присутствуют сквозные долины. Возле городских посёлков Порозово и Красносельский располагаются дугообразные хребты, образованные конечно-моренными грядово-холмистыми, увалисто-холмистыми и холмистыми структурами. Хребты сложены из меловых и палеогеновых пород, чередующихся с моренными и водно-ледниковыми четвертичными отложениями.
Преобладающий тип четвертичных отложений Волковысской возвышенности — ледниковые времён раннего и среднего плейстоцена. Окончательное формирование антропогенового слоя произошло после максимальной стадии Днепровского оледенения. В его состав входят песчано-гравийная смесь, валунные суглинки и супеси, а также доантропогеновые породы (преимущественно мел). Территория возвышенности изобилует валунами.
Из полезных ископаемых присутствуют цементные и легкоплавкие глины, песчано-гравийная смесь, мел.

## Гидрография
Речная сеть отличается густотой. Реки относятся к бассейну Немана. Западная часть возвышенности дренируется правыми притоками Свислочи — реками Пикелка, Веретейка, Берестовичанка. Через среднюю часть протекают река Россь и её притоки. По южной части территории протекает река Зельвянка.

## Почвы и растительность
Почвы дерново-подзолистые, слабо- и среднеоподзоленные на моренных и водно-ледниковых супесях, лежащих на моренной суглинистой подстилке. Земля отличается высокой урожайностью.
15 % площади возвышенности покрывает лес. 50 % территории распахано. Произрастают леса следующих типов: сосновые кустарничково-зеленомошные с участием ели, дуба и граба; елово-грабовые снытево-кисличные и ясенево-крапивные; дубовые кислично-снытевые. В долинах рек, покрытых злаково-осоковой растительностью, растёт ива.